# Flygfylleri
Flygfylleri är ett brott som innebär att flygpersonal har otillåten mängd alkohol i blodet. Enligt svensk lagstiftning går gränsen vid 0,2 promille.
Den 1 september 2010 skärptes lagarna kring alkohol och flygande. Med den nya luftfartslagen får polis möjlighet att utföra regelbundna kontroller av flygpersonal.